# Chalcidoseps thwaitesi
Genre
Espèce
Synonymes
- Nessia thwaitesi Günther, 1872

Chalcidoseps thwaitesi, unique représentant du genre Chalcidoseps, est une espèce de sauriens de la famille des Scincidae.

## Répartition
Cette espèce est endémique du Sri Lanka.

## Étymologie
Cette espèce est nommée en l'honneur de George Henry Kendrick Thwaites.

## Publications originales
- Boulenger, 1887 : Catalogue of the Lizards in the British Museum (Nat. Hist.) III. Lacertidae, Gerrhosauridae, Scincidae, Anelytropsidae, Dibamidae, Chamaeleontidae. London, p. 1-575 (texte intégral).
- Günther, 1872 : Descriptions of some Ceylonese Reptiles and Batrachians. Annals and Magazine of Natural History, sér. 4, vol. 9, p. 85-88 (texte intégral).